# 別巡檢
別巡檢（韓語：별순검）是大韩帝国警衛院（경위원）下属的警察组织。没有统一着装。属于便衣警察。主要从事情報收集工作和间谍活动。